# Thalictrum przewalskii
Thalictrum przewalskii är en ranunkelväxtart som beskrevs av Carl Maximowicz. Thalictrum przewalskii ingår i släktet rutor, och familjen ranunkelväxter. Inga underarter finns listade i Catalogue of Life.